# Копець (Люблінське воєводство)
Копець (пол. Kopiec) — село в Польщі, у гміні Аннополь Красницького повіту Люблінського воєводства.
Населення — 107 осіб (2011).
У 1975-1998 роках село належало до Тарнобжезького воєводства.

## Демографія
Демографічна структура станом на 31 березня 2011 року:
|          | Загалом | Допрацездатний вік | Працездатний вік | Постпрацездатний вік |
| -------- | ------- | ------------------ | ---------------- | -------------------- |
| Чоловіки | 54      | 16                 | 36               | 2                    |
| Жінки    | 53      | 11                 | 31               | 11                   |
| Разом    | 107     | 27                 | 67               | 13                   |